# Nieuwe Kerk (Ede)
De Nieuwe Kerk in Ede is gebouwd in 1937-1938 in opdracht van de Hervormde Gemeente aan de Verlengde Maanderweg in de Gelderse plaats Ede.

## Geschiedenis
Aangezien de Oude Kerk (tot dat moment de enige hervormde kerk) in de jaren dertig van de twintigste eeuw overvol begon te raken, werd het besluit genomen tot de bouw van een nieuwe kerk, die al snel ook deze naam kreeg. Er zijn ook geluiden dat een gedeelte van de gemeente een andere (wat minder behoudende) prediking wilde.

## Gebouw
Het is een hoge kruiskerk in zakelijk expressionistische stijl (met invloeden uit de Nieuwe Haagse- en de Delftse School), met als plattegrond een Grieks kruis. Opvallend zijn de langgerekte gebrandschilderde ramen, de kolossale deuren en de koperen dakruiter. Het interieur met grote kansel, houten banken en galerij is nog in originele staat. De architect is T.G. Slijkhuis, die onder andere ook de Goede Herderkerk in Apeldoorn ontwierp. Het is een rijksmonument.

## Orgels
De geschiedenis van de Nieuwe Kerk kent twee orgels. Het eerste orgel was een instrument van de firma Bern. Pels en Zoon te Alkmaar uit 1941. Het tweede instrument, een Van Vulpen-orgel, werd in 1981 in gebruik genomen.

## Huidige functie
Het gebouw wordt iedere zondag gebruikt voor de erediensten van wijk 4 van de Hervormde gemeente (PKN).

## Foto's

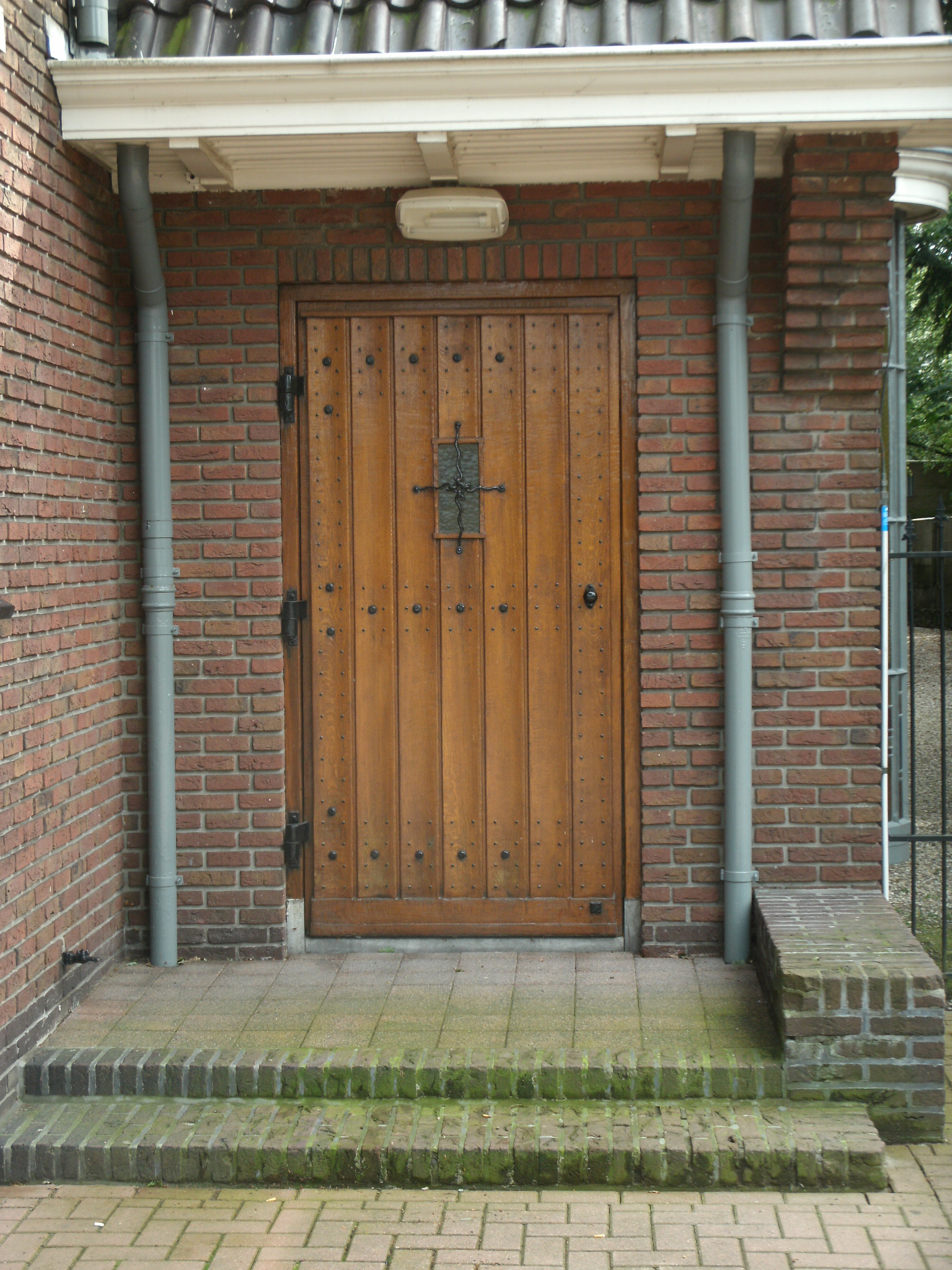
Zijdeur
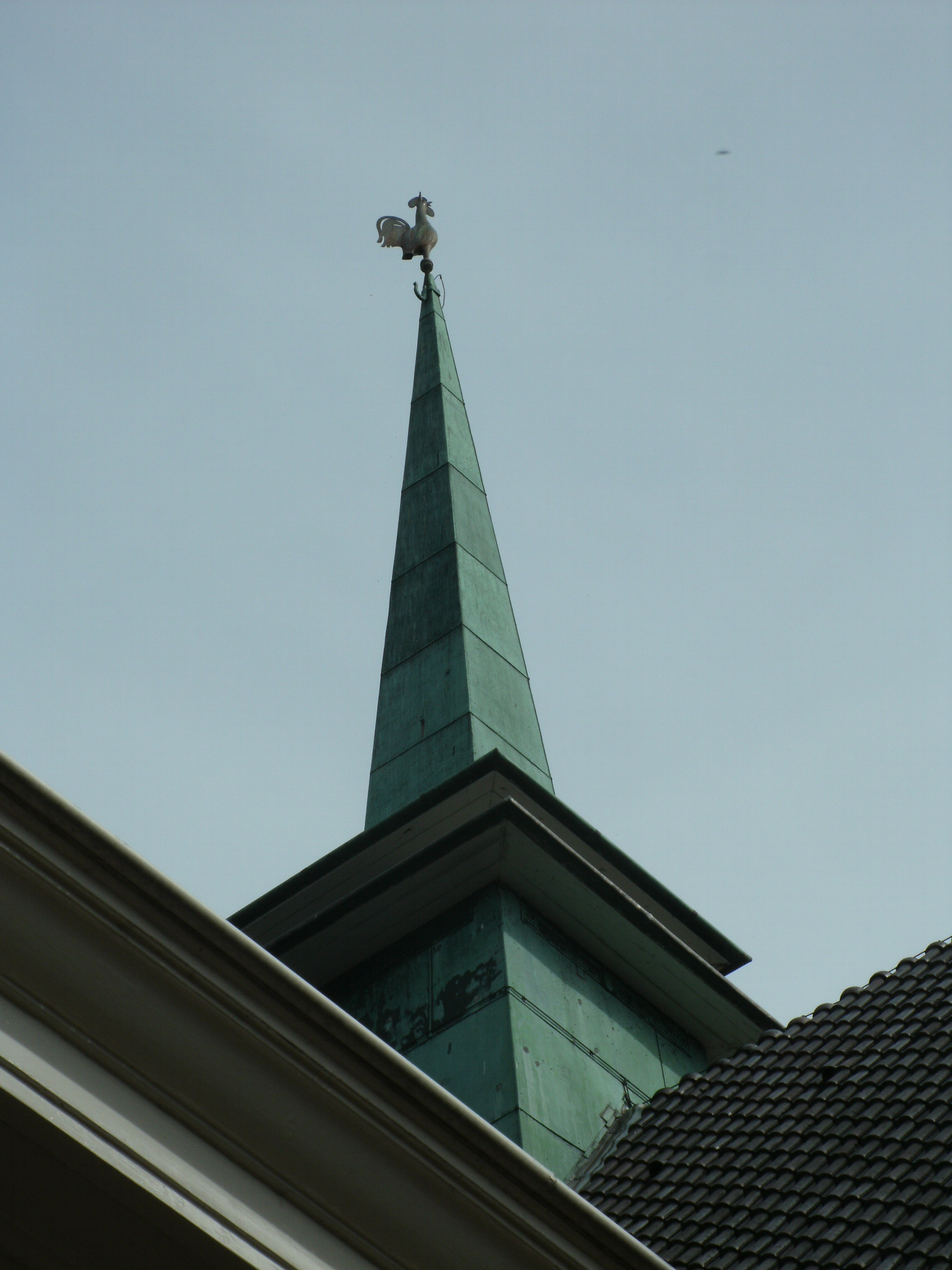
Toren
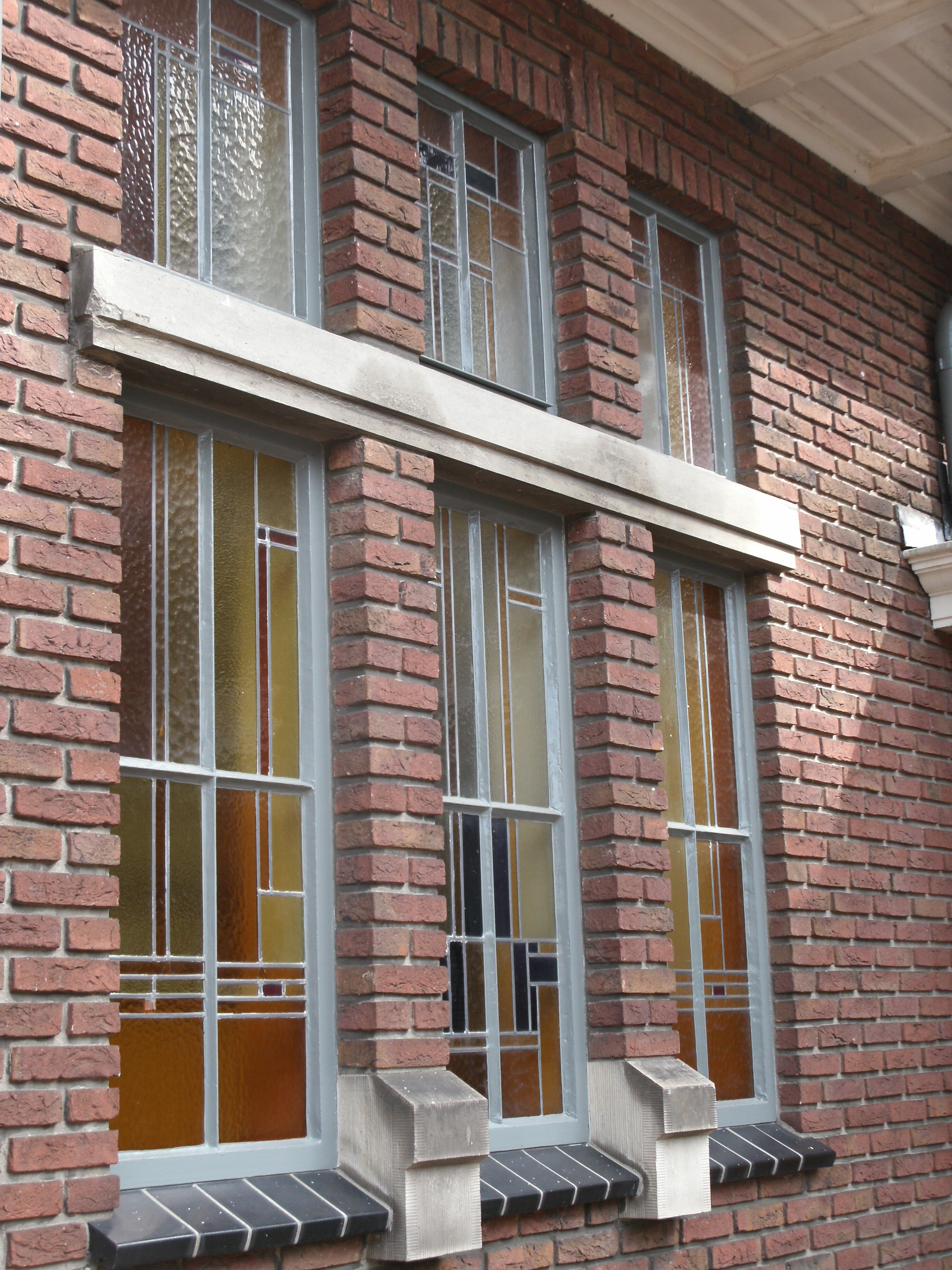
Glas-in-loodraam